# Генрієтта Аделаїда Савойська
Генрієтта Аделаїда Савойська (фр. Henriette Adélaïde de Savoie; нім. Henriette Adelheid von Savoyen; 6 листопада 1636, Турин — 13 червня 1676, Мюнхен) — принцеса Савойська, в шлюбі з Фердинандом Марією— курфюрстіна Баварії. 

## Молоді роки
Принцеса Генрієтта Аделаїда була шостою дитиною і третьою дочкою савойського герцога Віктора Амадея і його дружини Марії Христини Французької. Мала сестру-близнюка, принцесу Катерину Беатрісу, що померла в 1637 році. По материнській лінії — онука короля Франції Генріха IV і Марії Медічі.
У однорічному віці Генрієтта Аделаїда втратила батька. Її мати стала регентом при малолітньому герцогу Франциску Гіацінті, а після його смерті , при молодшому синові Карлу Еммануїлу. Але брати батька, кардинал Моріс і герцог Томас, оскаржували владу герцогині що привело до громадянської війни. Протистояння закінчилося в 1642 році мирною угодою і шлюбом між Морісом і Луїзою Христиною, старшою сестрою Генрієтти Аделаїди.

## Шлюб
8 грудня 1650 року  в кафедральному соборі Турина укладено шлюб за дорученням з баварським спадковим принцом Фердинандом Марією. Місце відсутнього нареченого зайняв її молодший брат принц Карл Еммануїл. Довгий час шлюб був бездітним, проте пізніше подружжя мало 8 дітей, четверо з яких померли в дитинстві.
Майже через рік (27 вересня 1651 року) її чоловік став курфюрстом Баварії у зв'язку зі смертю батька Максиміліана I. У 1652 рік у подружжя зустрілось вперше в Мюнхені. 25 червня 1652 року в Мюнхені відбулося повторне одруження.
Принцеса Генрієтта Аделаїда була радником свого чоловіка. Вона справила великий вплив на баварську політику і сприяла укладенню альянсу з Францією проти Австрії. Результатом цього союзу став шлюб її старшої дочки принцеси Марії Анни і дофіна Франції Людовіка. Курфюрстіна брала активну участь в будівництві палацу Німфенбург і Театінеркірхе, сприяла залученню іноземних художників в Мюнхен. Розвивала італійську оперу в Баварії.
Курфюрстіна Генрієтта Аделаїда померла в Мюнхені і була похована в Театінеркірхе, побудованої за наказом її чоловіка за народження довгоочікуваного спадкоємця.

## Родина
Чоловік — Фердинанд Марія, курфюрст Баварський
Діти: 
- Марія Анна Крістіна Вікторія (28 листопада 1660—20 квітня 1690) — дружина Людовика Великого Дофіна;
- Максиміліан Емануїл (11 липня 1662—26 лютого 1726), кюрфуст Баварії
- Луїза Маргарита Антонія (18 вересня 1663—10 листопада 1665)
- Людвіг Амадей Віктор (6 квітня 1665—11 грудня 1665)
- мертвонароджений (1666)
- Каєтан Марія Франц (2 травня 1670—7 грудня 1670)
- Йозеф Клеменс Каєтан (5 грудня 1671—12 листопада 1723) — курфюрст Кельнський
- Віоланта Беатриса (23 січня 1673—29 мая1731) — дружина Фердинанда Медічі, спадкоємного принца Тоскани.